# Au nom de ma fille (téléfilm, 2007)
Pour les articles homonymes, voir Au nom de ma fille.
Au nom de ma fille (In God's Country) est un téléfilm canadien réalisé par John L'Ecuyer et diffusé aux États-Unis le 11 juin 2007 sur Lifetime.

## Synopsis
Judith est mormone. Elle appartient depuis toujours à l'une de ces communautés, tout comme sa mère et sa grand-mère avant elle. Elle est une des huit épouses de Josiah et mère de cinq de ses 48 enfants. Josiah en est un membre influent et il est pressenti pour succéder au «prophète». Dans cette congrégation, les filles ne peuvent épouser qu'un homme d'âge mur et c'est le «prophète» qui décide de ces alliances. Quand sa fille Alice est agressée par l'un des membres de la communauté et que Josiah reste impassible, Judith comprend que ses filles sont en danger. Elle demande à Josiah d'intervenir, mais il la chasse avec ses cinq enfants…

## Fiche technique
- Réalisation : John L'Ecuyer
- Scénario : Esta Spalding (en), d'après une histoire de Peter Behrens et Esta Spalding
- Photographie : Tom Harting
- Musique : Christopher Dedrick
- Société de production : Shaftesbury Films (en)
- Durée : 86 minutes
- Pays :  Canada

## Distribution
- Kelly Rowan (VF : Marie-Laure Dougnac) : Judith Leavitt
- Richard Burgi (VF : Bernard Lanneau) : Josiah Leavitt
- Martha MacIsaac (VF : Chantal Macé) : Charlotte
- Hannah Lochner : Alice
- Stephen Suckling : Mark
- Kate Mackenzie : Kate
- Tyler Stevenson : Michael
- Kristopher Turner (en) (VF : Fabrice Fara) : Jamie
- Marc Strange : The Prophet
- Peter Outerbridge (VF : Eric Legrand) : Officer Wayne
- Lynda Boyd (en) : Louise
- Catherine Disher (VF : Véronique Alycia) : Eileen
- Melody Johnson : Pearl
- Bill Lake (en) : Thomas
- Mac Fyfe : Nephi
- Holly Dennison : Mabel
- Sally Gifford (en) : Mary Lou
- Duane Murray : Docteur
- Pamela Redfern : C.P. Agent
- Rosemary Dunsmore : Social Worker
- R. D. Reid : Officer Watts
- Edward Kennington : Skater Boy
- Stewart Arnott : Principal
- Craig Olejnik : Frank
- Regan Jewitt : Millie
- Liisa Repo-Martell : Social Service Clerk
- Andrea Creighton : Faye
- Agi Gallus : Librarian
- Edward Martin : Chris Benson